# Kamen Rider Drive: Surprise Future
Kamen Rider Drive: Surprise Future (劇場版 仮面ライダードライブ サプライズ・フューチャー, Gekijōban Kamen Raidā Doraibu Sapuraizu Fyūchā) è un film giapponese del 2015, che funge da adattamento cinematografico della serie televisiva Kamen Rider del 2014-2015 Kamen Rider Drive. È stato rilasciato l'8 agosto 2015, in una doppia fatturazione con Shuriken Sentai Ninninger the Movie: The Dinosaur Lord's Splendid Ninja Scroll!. Il film è scritto dallo sceneggiatore della serie televisiva Riku Sanjo.
Il film vede il debutto del protagonista di Kamen Rider Ghost.

## Trama
Una misteriosa auto nera arriva attraverso un wormhole rivelando un enigmatico Kamen Rider nero che assomiglia a Drive mentre invia tre auto nere in giro per il centro di Tokyo. Due delle auto del cambio assumono la forma di Roidmude mentre dirottano un camion mentre la misteriosa auto nera si presenta con un'auto della polizia e un veicolo da costruzione simile a un mostro che guida da dietro.
Il giorno dopo, Shinnosuke Tomari, Kiriko Shijima e Krim Steinbelt alias "Mr. Belt" vengono visti in crociera sul Tridoron. Shinnosuke tira fuori una busta che è stata data specificamente a lui e Kiriko da Krim dicendogli di non aprirla fino all'8 agosto. Il trio risponde a un dispaccio della polizia tramite comunicazione radio mentre ci sono avvistamenti di un attacco a Roidmude vicino al centro. Come protagonista di apertura, Shinnosuke si trasforma rapidamente in Kamen Rider Drive e combatte il Roidmude con Tridoron equipaggiato con i Ride Booster. Poi si trasforma in Drive Type Formula e sta per finire il Roidmude fino a quando non viene interrotto da un misterioso giovane vestito di bianco che gli grida: "Papà non sparare!" Confuso nel sentire qualcuno chiamarlo "papà", Shinnosuke cercò di ignorare il misterioso giovane. Quando all'improvviso, il signor Belt gridò in preda a una rabbia misteriosa: "Spara, SPARA! Distruggi tutto!!" Questo ha innescato Drive nell'esplosione di una centrale elettrica causando danni collaterali. Kiriko viene poi raggiunta da suo fratello, Go Shijima, mentre cercano di capire cosa sta succedendo. Nel frattempo, la polizia metropolitana dichiara Shinnosuke Tomari colpevole e lo condanna a morte. Il giovane ha dichiarato che è troppo tardi per cambiare il passato e così lui e Shinnosuke hanno cercato di scappare sapendo che sarebbero stati incolpati per l'incidente. I due vengono attaccati dal misterioso Dark Rider, ora rivelato come Kamen Rider Dark Drive, che sta prendendo di mira il giovane ma improvvisamente riconosce Drive come il padre di Eiji Tomari. Shinnosuke cerca di combattere Dark Drive, ma ha difficoltà a combattere la sua controparte malvagia perché Mr. Belt ha dichiarato di non poter controllare le funzioni del Drive Driver. Il misterioso giovane appare alla guida del Tridoron salvando Shinnosuke ed eludendo il Dark Drive, come un gruppo di agenti armati dello S.W.A.T. che hanno cercato di giustiziare Shinnosuke.
Eiji cerca di risolvere il problema con Mr. Belt, solo per essere ucciso da Dark Drive. Più tardi, Chase si unisce a Shinnosuke e Go per combattere i Roidmude del Futuro, uno dei quali controlla un Astaco, che viene distrutto da Chaser per il Booster Ride Crosser. Più tardi, Drive e Mach procedono a combattere contro Dark Drive, sconfiggendolo. Ma più tardi, Drive perde di nuovo il controllo a causa del problema con Mr. Belt, e quasi uccide Mach; ma Shinnosuke scarta la cintura, e lo prende a pugni, liberandosi dal suo controllo, e poi distruggendolo con l'ascia Shingou. In quel momento, Eiji ritorna di nuovo, ma rivela di essere in realtà il Roidmude 108, che dopo aver ucciso Eiji, ha preso la sua forma, ha rubato il suo Drive Driver ed è andato nel passato per fondersi con il suo altro sé. Procede a trasformarsi in Dark Drive e pianifica di uccidere Shinnosuke, che viene salvato da Chase, che gli presta il suo Mach Driver. Nel frattempo, Kiriko cerca di dimostrare l'innocenza di Shinnosuke, ma il consigliere si rifiuta di credere in loro.
Più tardi, quella notte, Shinnosuke, nascosto da Dark Drive e dalla polizia, procede a leggere la lettera di Mr. Belt.
Quel giorno, Shinnosuke arriva nel luogo indicato dal signor Belt nella lettera, e scopre la sua incredibile collezione di auto. In quel momento, si ritrova con Kiriko, che vuole disperatamente dimostrare la sua innocenza. In quel momento, il luogo viene attaccato da Dark Drive, ed entrambi procedono alla fuga. Shinnosuke cavalca il Proto-Tridoron, ma viene distrutto. Shinnosuke cerca di trasformarsi usando la Signal Bike di Chaser, ma non ci riesce, costringendolo a usare la chiave Tridoron per trasformarsi in Super Deadheat e combattendo i Roidmudes, distruggendone uno.
Nel frattempo, Kiriko arriva al quartier generale del Dipartimento di Polizia Metropolitana di Tokyo con le prove sul Roidmude 108, e tutti all'Unità procedono ad aiutare Drive, ma in quel momento, Shinji Koba cerca di fermarli, sostenendo che non potrebbe contribuire alla loro reputazione. A questo punto, infuriata fino alle lacrime, Kiriko procede ad affrontare Koba, raccontandogli della personalità di Shinnosuke e del suo dovere come ufficiale. Più tardi, un gruppo di agenti della S.W.A.T. arriva a salvare Drive da un Roidmude, come segnale che Koba ha cambiato idea.
Drive procede per raggiungere il luogo in cui C-108 cerca di far rivivere il suo sé passato. Entrambi si trasformano e iniziano a combattere. Nel frattempo, quando un Roidmude iniziò un attacco, Kamen Rider Ghost apparve per distruggerlo, prima dello stupore di Kiriko e Genpachiro.
Drive viene sconfitto da Dark Drive. Quando fu quasi sul punto di uccidere Shinnosuke, apparve il presente-108. Entrambe le iterazioni di Roidmudes si fondono in un unico Roidmude noto come Paradox, che inizia un nuovo Congelamento Globale e procede ad uccidere Shinnosuke. Ma Shinnosuke viene salvato da Go, che combatte contro Paradox. Più tardi, in quel momento, Shinnosuke si ricorda della Chiave Tridoron e ha un'idea; così, recupera il Driver del Futuro e, insieme alla Chiave Tridoron, riesce a far rivivere Mr. Belt, che in realtà aveva in mente questo piano. Più tardi, Shinnosuke procede a trasformarsi in Drive, per combattere Paradox, ma ottiene l'effetto della Heavy Acceleration. Ma, in quel momento, Kiriko gli lancia l'auto del cambio di Eiji, salvando Shinnosuke, e procede alla trasformazione in Drive Type Special. Combatte di nuovo contro Paradox e, dopo averlo attaccato, lo distrugge con un Rider Kick.
Più tardi, con Mr. Belt di nuovo e lui stesso scagionato, Shinnosuke parla con Kiriko di ciò che è successo. In quel momento, Shinnosuke ricorda una cosa detta da C-108 travestito da Eiji su sua madre, facendo capire a Shinnosuke che sua madre era in realtà Kiriko, cosa che Shinnosuke pensa sia uno scherzo.

## Produzione e casting
Mercedes-Benz ha collaborato con il film per creare una speciale Mercedes-AMG GT che fungerà da auto NexTridoron di Kamen Rider Dark Drive.
Mackenyu, figlio di Sonny Chiba, interpreta Eiji Tomari, figlio di Shinnosuke Tomari (Ryoma Takeuchi). Sebbene sia cresciuto negli Stati Uniti, ha guardato Kamen Rider da bambino ed è entusiasta di far parte del film. Suo zio, Jirō Chiba, aveva precedentemente interpretato Kazuya Taki durante l'originale Kamen Rider.

## Colonna sonora
- "re-ray"
  - Testo e composizione: Mitsuru Matsuoka
  - Arrangiamento: tatsuo (di everset), Shuhei Naruse
  - Artista: Mitsuru Matsuoka EARNEST DRIVE

Il titolo della canzone è l'abbreviazione di "Reflective Ray".[6]

### Storie di 1 minuto
Commemorazione del Roadshow! 1 Minute Stories (公開記念! 1分間ストーリー, Kōkai Kinen! Ippunkan Sutōrī) è una serie di cortometraggi per promuovere il film andato in onda dopo gli episodi 38-41 della serie. È composto da quattro episodi e ha come protagonista Eiji Tomari.
1. Qual è la vera intenzione di Krim Steinbelt? (クリム・スタインベルトの真意はなにか, Kurimu Sutainberuto no Shini wa Nani ka)
2. Com'è il mondo nel 2035? (2035年の未来はどんな世界なのか, Nisensanjūgo-nen no Mirai wa Donna Sekai na no ka)
3. Chi aprirà la strada del tempo? (時間の道を開くのはだれか, Jikan no Michi o Hiraku no wa Dare ka)
4. In quale epoca è arrivato Eiji Tomari? (泊エイジはいつの時代にたどり着いたのか, Tomari Eiji wa Itsu no Jidai ni Tadoritsuita no ka)

## Accoglienza
Kamen Rider Drive: Surprise Future ha incassato 7.118.376 dollari al botteghino.